# Neotropopius hirtithorax
Neotropopius hirtithorax är en stekelart som först beskrevs av Fischer 1963.  Neotropopius hirtithorax ingår i släktet Neotropopius och familjen bracksteklar. Inga underarter finns listade i Catalogue of Life.